# Made In Japão
Made In Japão foi um reality show produzido e exibido pela RecordTV. É uma versão do americano I Survived a Japanese Game Show, da ABC. Os dois primeiros episódios foram exibidos dentro do Domingo Show, aos domingos a tarde, porém com cancelamento deste o restante foi exibido no sábado à noite como um programa próprio.
O vencedor do programa foi o jogador de futebol Richarlyson, superando a atleta Maurren Maggi e o ex-modelo Flávio Mendonça. Richarlyson levou o prêmio principal de R$ 500 mil.

## Exibição
Era exibido nas tardes de domingo como quadro do Domingo Show entre os dias 8 e 29 de março. Com o cancelamento do Domingo Show, o reality permaneceu por um mês fora do ar, retornando no dia 23 de maio de 2020, sendo exibido aos sábados, ás 22h30.

## Formato
Ao longo de 25 dias morando em um ambiente compartilhado de três cômodos, os participantes enfrentam a pressão da convivência e da rivalidade com os colegas, dormindo em camas-cápsulas e se submetendo a rígidas regras na casa. Made in Japão é a versão brasileira do game nipônico Big in Japan.
As provas do programa são totalmente ligadas aos moldes de game shows japoneses. No fim da competição, os seis participantes com mais pontos disputam o prêmio final, onde o vencedor leva para casa R$ 500 mil.
Durante a quarta Prova de Equipes, realizada após a troca de membros das equipes Ninjas e Samurais, Quitéria Chagas lesionou o joelho realizando a prova e, por recomendação médica, precisou ser retirada do programa. No dia 2 de junho, a RecordTV anunciou que Daniele Hypólito seria sua substituta no programa do dia 6 de junho.

## Participantes
Abaixo, a lista dos 11 participantes da edição com suas respectivas idades e profissões.
| Participante                                            | Profissão          | Equipes    | Equipes    | Equipes                          | Resultado                        |
| Participante                                            | Profissão          | Episódio 1 | Episódio 2 | Episódio 4                       | Resultado                        |
| ------------------------------------------------------- | ------------------ | ---------- | ---------- | -------------------------------- | -------------------------------- |
| Richarlyson 37 anos, Natal - RN                         | Jogador de futebol | Samurai    | Samurai    | Roxo                             | Vencedor em 27 de junho de 2020  |
| Maurren Maggi 43 anos, São Carlos - SP                  | Atleta             | Ninja      | Samurai    | Rosa                             | 2º lugar em 27 de junho de 2020  |
| Flávio Mendonça 41 anos, Belo Horizonte - MG            | Modelo             | Ninja      | Ninja      | Azul                             | 3º lugar em 27 de junho de 2020  |
| Silvana Oliveira 43 anos, Duque de Caxias - RJ          | Mãe de Ludmilla    | Ninja      | Samurai    | Azul                             | Eliminada em 27 de junho de 2020 |
| Gui Santana 33 anos, Penápolis - SP                     | Humorista          | Samurai    | Samurai    | Roxo                             | Eliminado em 27 de junho de 2020 |
| Daniele Hypólito 35 anos, Santo André - SP              | Ginasta            | Ausente    | Samurai    | Rosa                             | Eliminada em 27 de junho de 2020 |
| Dhomini Ferreira 47 anos, Goiânia - GO                  | Vencedor do BBB    | Ninja      | Ninja      | Azul                             | Eliminado em 27 de junho de 2020 |
| Babi Muniz 30 anos, São Paulo - SP                      | Ex-Panicat         | Ninja      | Ninja      | Roxo                             | Eliminada em 27 de junho de 2020 |
| Luiza Ambiel 47 anos, Itatiba - SP                      | Atriz              | Samurai    | Ninja      | Rosa                             | Eliminada em 27 de junho de 2020 |
| Sérgio Hondjakoff 35 anos, Nova Iorque - Estados Unidos | Ator               | Samurai    | Ninja      |                                  | Desistente em 6 de junho de 2020 |
| Quitéria Chagas 39 anos, Rio de Janeiro - RJ            | Atriz              | Samurai    |            | Desistente em 30 de maio de 2020 |                                  |

## Histórico

### Tabela de Pontos
|       |       |       |             | Episódio 1 | Episódio 1 | Episódio 1 | Episódio 1 | Episódio 2 | Episódio 2 | Episódio 2 | Episódio 2 | Episódio 3            | Episódio 3            | Episódio 3            | Episódio 3            | Episódio 4              | Episódio 4              | Episódio 4              | Episódio 4              | Episódio 5              | Episódio 5              | Episódio 5              | Episódio 5              | Episódio 6              | Episódio 6              | Episódio 6              | Episódio 6              | Total |
| Prova | Duelo | Prova | Duelo       | Prova      | Duelo      | Prova      | Duelo      | Prova      | Duelo      | Prova      | Duelo      | Prova                 | Duelo                 | Prova                 | Duelo                 | Prova                   | Duelo                   | Prova                   | Duelo                   | Prova 1                 | Prova 2                 | Semifinal               | Final                   |                         |                         |                         |                         | Total |
| ----- | ----- | ----- | ----------- | ---------- | ---------- | ---------- | ---------- | ---------- | ---------- | ---------- | ---------- | --------------------- | --------------------- | --------------------- | --------------------- | ----------------------- | ----------------------- | ----------------------- | ----------------------- | ----------------------- | ----------------------- | ----------------------- | ----------------------- | ----------------------- | ----------------------- | ----------------------- | ----------------------- | ----- |
|       |       |       | Richarlyson | 0          | 0          | 7          | 14         | 0          | 0          | 7          | 14         | 0                     | 16                    | 7                     | 14                    | 3                       | 15                      | 11                      | -                       | 0                       | 20                      | 0                       | 0                       |                         | 50                      | Classificado            | Vencedor (Episódio 6)   | 128   |
|       |       |       | Maurren     | 5          | 10         | 0          | 14         | 6          | 12         | 7          | 14         | 0                     | 0                     | 7                     | 14                    | 2                       | 0                       | 0                       | 22                      | 0                       | 20                      | 13                      | 26                      |                         | 50                      | Classificada            | 2º lugar (Episódio 6)   | 172   |
|       |       |       | Flávio      | 5          | 10         | 0          | 14         | 6          | 12         | 0          | 0          | 8                     | 16                    | 0                     | 14                    | 0                       | 15                      | 0                       | 0                       | 10                      | 0                       | 0                       | 26                      |                         |                         | Classificado            | 3º lugar (Episódio 6)   | 136   |
|       |       |       | Gui         | 0          | 0          | 7          | 0          | 0          | 12         | 7          | 14         | 0                     | 16                    | 7                     | 14                    | 10                      | 0                       | 11                      | 22                      | 0                       | 20                      | 0                       | 26                      |                         | 10                      | Perdeu                  | Eliminado (Episódio 6)  | 166   |
|       |       |       | Silvana     | 5          | 10         | 0          | 14         | 6          | 0          | 7          | 0          | 0                     | 16                    | 7                     | 0                     | 15                      | 15                      | 0                       | 0                       | 10                      | 0                       | 0                       | 26                      |                         |                         | Perdeu                  | Eliminada (Episódio 6)  | 131   |
|       |       |       | Daniele     | Ausente    | Ausente    | Ausente    | Ausente    | Ausente    | Ausente    | Ausente    | Ausente    | 0                     | 16                    | 7                     | 0                     | 30                      | 15                      | 0                       | 0                       | 0                       | 0                       | 13                      | 0                       |                         | 50                      | Perdeu                  | Eliminada (Episódio 6)  | 81    |
|       |       |       | Dhomini     | 5          | 10         | 0          | 0          | 6          | 12         | 0          | 0          | 8                     | 0                     | 0                     | 14                    | 0                       | 0                       | 0                       | 22                      | 10                      | -                       | 0                       | 0                       |                         |                         | Eliminado (Episódio 6)  | Eliminado (Episódio 6)  | 87    |
|       |       |       | Babi        | 5          | 0          | 0          | 14         | 6          | 0          | 0          | 14         | 8                     | 0                     | 0                     | 0                     | 0                       | -                       | 11                      | 22                      | 0                       | 20                      | 0                       | 0                       |                         | 20                      | Eliminada (Episódio 6)  | Eliminada (Episódio 6)  | 100   |
|       |       |       | Luiza       | 0          | 0          | 7          | 0          | 0          | 0          | 0          | 14         | 8                     | 0                     | 0                     | 0                     | 0                       | 0                       | 0                       | 0                       | 0                       | 0                       | 13                      | 0                       |                         |                         | Eliminada (Episódio 6)  | Eliminada (Episódio 6)  | 42    |
|       |       |       | Sérgio      | 0          | 0          | 7          | 0          | 0          | 12         | 0          | 0          | 8                     | 0                     | 0                     | —                     | Desistente (Episódio 3) | Desistente (Episódio 3) | Desistente (Episódio 3) | Desistente (Episódio 3) | Desistente (Episódio 3) | Desistente (Episódio 3) | Desistente (Episódio 3) | Desistente (Episódio 3) | Desistente (Episódio 3) | Desistente (Episódio 3) | Desistente (Episódio 3) | Desistente (Episódio 3) | 27    |
|       |       |       | Quitéria    | 0          | 10         | 7          | 0          | 0          | 0          | 7          | —          | Retirada (Episódio 2) | Retirada (Episódio 2) | Retirada (Episódio 2) | Retirada (Episódio 2) | Retirada (Episódio 2)   | Retirada (Episódio 2)   | Retirada (Episódio 2)   | Retirada (Episódio 2)   | Retirada (Episódio 2)   | Retirada (Episódio 2)   | Retirada (Episódio 2)   | Retirada (Episódio 2)   | Retirada (Episódio 2)   | Retirada (Episódio 2)   | Retirada (Episódio 2)   | Retirada (Episódio 2)   | 24    |

### Tabela de Provas
| Episódio | Prova              | Mecânica | Grupo Ganhador                  | Pontuação           |
| -------- | ------------------ | --- | ------------------------------- | ------------------- |
| 1        | O rato e o queijo  | Os participantes são divididos em funçõesː 1 membro da equipe vestido de queijo, estará suspenso por cordas e com um mega fone instruindo os demais participantes; 1 segundo membro vestido de rato no começo da esteira e terá que colocar as garrafas de leite nela; os 3 membros restantes vestidos de rato estarão vendados e com luvas de boxe, terão que ir ao fim da esteira com as instruções do queijo para coletar o leite e despejar no recipiente. Ganha quem conseguir mais leite no tempo predefinido. Recompensa: A equipe vencedora irá visitar o Pavilhão Japonês, irá acompanhar uma apresentação de kendô (luta japonesa) num lounge exclusivo e ganhará um banquete de comida japonesa. Castigo: A equipe perdedora terá que limpar e fazer a manutenção de um jardim japonês que a equipe vencedora irá bagunçar e sujar. | Equipe Ninja                    | 5 pontos            |
| 1        | Bate martelo       | Uma equipe por vez ficará numa estrutura pentagonal com três buracos cada estrutura, onde sai apenas a cabeça do participante e ele terá que abaixar, pegar uma bolinha e jogá-la nas canaletas usando apenas a boca enquanto quatro membros da equipe adversária tenta atrapalhar usando cilindros de espuma e um membro dentro da estrutura tenta acertar a cabeça deles com um martelo de plástico para atrapalhar o lançamento. Quem conseguir acumular mais bolinhas durante o tempo, vence. Recompensa: A equipe vencedora irá acompanhar e participar de um treinamento técnico de artes marciais e de armas e irá ganhar uma caricatura individual em estilo mangá. Castigo: A equipe perdedora irá realizar um treinamento físico de exaustão.                                                                                        | Equipe Samurai 89 x 85 bolinhas | 7 pontos            |
| 2        | Derrube o coelho   | Os participantes vestidos de coelhos, devem atravessar uma pista de obstáculos levando marmitas de bentôs de um lado a outro da plataforma. Ganha quem levar mais marmitas no tempo. Recompensa: A equipe vencedora irá desfrutar de uma tarde confeccionando e empinando suas pipas japonesas. Castigo: A equipe perdedora terá que cavar buracos e plantar hortências. | Equipe Ninja 93 x 46 marmitas   | 6 pontos            |
| 2        | Excesso de bagagem | Os participantes devem subir na esteira, individualmente, pegar o máximo de bagagens identificadas com o selo e jogar num espaço definido. Ao cair da esteira ou a completar um ciclo de 20 segundos, é preciso trocar de membro. Ganha quem acumular mais bagagens ao final do tempo. Recompensa: A equipe vencedora irá desfrutar de uma festa karaokê. Castigo: A equipe perdedora irá servir de garçom para a equipe vencedora. | Equipe Samurai 51 x 44 bagagens | 7 pontos            |
| 3        | Ovos de ouro       | Os participantes vestidos de galinhas, devem atravessar uma ponte inclinável para pegar ovos de ouro e levar ao outro lado enquanto os adversários jogam bolas infláveis e pelúcias em quem atravessa a ponte além de penas com um super ventilador para atrapalhá-los. Ganha quem levar mais mais ovos sem quebrar no tempo. Recompensa: A equipe vencedora ganha um treinamento de beisebol e softbol no Nippon Counbtry Clube e irá experimentar o michi, doce japonês de arroz. Castigo: A equipe perdedora terá que limpar o campo de treinamento do clube. | Equipe Ninja 8 x 6 ovos         | 8 pontos            |
| 3        | Pega kokechi       | Os participantes vestidos de kokechi (boneca japonesa), suspensos por uma corda deverão pegar as kokechis usando hashi para saber quais iguarias os seus companheiros de equipe deverão comer. Ganha quem conseguir comer mais pratos. Recompensa: A equipe vencedora ganha um passeio numa exposição de arte japonesa contemporânea, acompanha uma apresentação de taiko e desfrutam de um almoço japonês. Castigo: A equipe perdedora terá que fazer separação de resíduos manualmente para reciclagem. | Equipe Samurai 14 x 13 pratos   | 7 pontos            |
| 4        | Fu Fashion Week    | Cada equipe deve indicar três participantes para a prova (Samuraiː Daniele, Maurren e Richarlysson. Ninjaː Babi, Dhomini e Flávio). O objetivo dos times é vestir o manequim igual o Mister Fu, correndo numa esteira e pegar na piscina as cinco peças de roupa (camisa, colete, bermuda, gravata e boina). Vence a equipe que vestir o manequim primeiro. Recompensa: Os vencedores ganharam uma tarde de relaxamento e beleza no Espaço Miracolli. Castigo: Os perdedores terão que ser atendentes e de cabeleireiros da equipe vencedora, seguindo instruções dos profissionais. | Equipe Samurai 5 x 4 peças      | 60 pontos divididos |
| 4        | Cabeça de Aquário  | Cada trio terá que transportar água sem usar as mãos através de um suporte na cabeça e levar até um recipiente. Ficarão sobre uns suportes que tremem e terão que passar de um membro pra outro como uma escada. Ganha quem levar mais água no tempo estipulado. Recompensa: Os dois melhores trios visitaram um Museu da Imigração, que trata sobre a cultura japonesa no Brasil. Depois Dona Kika, mãe de Sabrina, contou sobre a história de sua família durante a imigração e presenteou cada um dos vencedores com uma mensagem de um familiar. Castigo: O trio perdedor teve que montar um quebra-cabeças. | Babi Gui Richarlyson            | 11 pontos           |
| 5        | Garra Humana       | Nessa prova, cada trio tem que pegar três pelúcias na estrutura. O primeiro integrante estará suspenso na garra para pegar a pelúcia, o segundo irá controlar a garra humana estando vendado, seguindo das instruções do terceiro membro que irá falar quais bichos ele tem que pegar e em qual ordem, após pegar com a boca a ficha que representa a pelúcia num prato de farinha. Ganha quem pegar as quatro pelúcias em ordem no menor tempo. Recompensa: Os dois melhores trios desfrutaram de um banquete de comida japonesa e ganharam uma aula de preparo de sushi. Castigo: O trio perdedor irá aprender a abrir e limpar um peixe, além de porcioná-los. | Dhomini Flávio Silvana          | 10 pontos           |
| 5        | Errou, Sujou       | Vestidos de unicórnios, os trios irão disputar em uma prova de conhecimentos gerais sobre o Japão e coisas relativas a cultura. Os times que acertar ou chegar mais próximos da resposta, seguem e um integrante do trio perdedor ganha um banho de tinta. Ganha quem tiver mais membros limpos. Recompensa: Os dois melhores trios desfrutaram de um jantar brasileiro com feijoada na companhia do Yoshi e do Mister Fu. Castigo: O trio perdedor teve que arrumar a mesa, servir de garçons durante o jantar e limpar toda a bagunça. | Daniele Luiza Maurren           | 13 pontos           |

### Tabela de Duelos
| Episódio | Duelo                         | Mecânica | Batalhas    | Batalhas    | Batalhas      | Batalhas      | Pontuação |
| -------- | ----------------------------- | --- | ----------- | ----------- | ------------- | ------------- | --------- |
| 1        | Sumô escorregadio             | O objetivo do duelo é tirar o adversário do ringue escorregadio como numa luta de sumô. Vestidos de lutadores de sumô, a equipe que venceu a prova anterior escolhe contra quem irá duelar. Ganha quem fizer dois pontos primeiro.                                                                   | Flávio 2    | Flávio 2    | Sérgio 0      | Sérgio 0      | 10 pontos |
| 1        | Sumô escorregadio             | O objetivo do duelo é tirar o adversário do ringue escorregadio como numa luta de sumô. Vestidos de lutadores de sumô, a equipe que venceu a prova anterior escolhe contra quem irá duelar. Ganha quem fizer dois pontos primeiro.                                                                   | Babi 1      | Babi 1      | Quitéria 2    | Quitéria 2    | 10 pontos |
| 1        | Sumô escorregadio             | O objetivo do duelo é tirar o adversário do ringue escorregadio como numa luta de sumô. Vestidos de lutadores de sumô, a equipe que venceu a prova anterior escolhe contra quem irá duelar. Ganha quem fizer dois pontos primeiro.                                                                   | Gui 0       | Gui 0       | Silvana 2     | Silvana 2     | 10 pontos |
| 1        | Sumô escorregadio             | O objetivo do duelo é tirar o adversário do ringue escorregadio como numa luta de sumô. Vestidos de lutadores de sumô, a equipe que venceu a prova anterior escolhe contra quem irá duelar. Ganha quem fizer dois pontos primeiro.                                                                   | Luiza 0     | Luiza 0     | Maurren 2     | Maurren 2     | 10 pontos |
| 1        | Sumô escorregadio             | O objetivo do duelo é tirar o adversário do ringue escorregadio como numa luta de sumô. Vestidos de lutadores de sumô, a equipe que venceu a prova anterior escolhe contra quem irá duelar. Ganha quem fizer dois pontos primeiro.                                                                   | Dhomini 2   | Dhomini 2   | Richarlyson 1 | Richarlyson 1 | 10 pontos |
| 1        | Segura esse peixão            | O duelo consiste em atravessar o circuito passando apenas pelas plataformas giratórias, sem pisar no chão, onde os participantes devem levar peixes até a outra extremidade no circuito. Ganha quem conseguir levar mais peixes no tempo predeterminado até a base.                                  | Babi 4      | Babi 4      | Quitéria 2    | Quitéria 2    | 14 pontos |
| 1        | Segura esse peixão            | O duelo consiste em atravessar o circuito passando apenas pelas plataformas giratórias, sem pisar no chão, onde os participantes devem levar peixes até a outra extremidade no circuito. Ganha quem conseguir levar mais peixes no tempo predeterminado até a base.                                  | Luiza 1     | Luiza 1     | Silvana 2     | Silvana 2     | 14 pontos |
| 1        | Segura esse peixão            | O duelo consiste em atravessar o circuito passando apenas pelas plataformas giratórias, sem pisar no chão, onde os participantes devem levar peixes até a outra extremidade no circuito. Ganha quem conseguir levar mais peixes no tempo predeterminado até a base.                                  | Dhomini 2   | Dhomini 2   | Richarlyson 5 | Richarlyson 5 | 14 pontos |
| 1        | Segura esse peixão            | O duelo consiste em atravessar o circuito passando apenas pelas plataformas giratórias, sem pisar no chão, onde os participantes devem levar peixes até a outra extremidade no circuito. Ganha quem conseguir levar mais peixes no tempo predeterminado até a base.                                  | Flávio 4    | Flávio 4    | Gui 3         | Gui 3         | 14 pontos |
| 1        | Segura esse peixão            | O duelo consiste em atravessar o circuito passando apenas pelas plataformas giratórias, sem pisar no chão, onde os participantes devem levar peixes até a outra extremidade no circuito. Ganha quem conseguir levar mais peixes no tempo predeterminado até a base.                                  | Maurren 4   | Maurren 4   | Sérgio 3      | Sérgio 3      | 14 pontos |
| 2        | Pedala para não virar tempurá | Os participantes estarão em triciclos sem pedais numa esteira e o objetivo do duelo é fazer a esteira do adversário acelerar para tirar ele da plataforma, apertando um botão com a cabeça, sem o auxílio das mãos. Através de um sorteio, os participantes escolhem contra quem irão duelar.        | Dhomini     | Dhomini     | Luiza         | Luiza         | 12 pontos |
| 2        | Pedala para não virar tempurá | Os participantes estarão em triciclos sem pedais numa esteira e o objetivo do duelo é fazer a esteira do adversário acelerar para tirar ele da plataforma, apertando um botão com a cabeça, sem o auxílio das mãos. Através de um sorteio, os participantes escolhem contra quem irão duelar.        | Gui         | Gui         | Quitéria      | Quitéria      | 12 pontos |
| 2        | Pedala para não virar tempurá | Os participantes estarão em triciclos sem pedais numa esteira e o objetivo do duelo é fazer a esteira do adversário acelerar para tirar ele da plataforma, apertando um botão com a cabeça, sem o auxílio das mãos. Através de um sorteio, os participantes escolhem contra quem irão duelar.        | Flávio      | Flávio      | Silvana       | Silvana       | 12 pontos |
| 2        | Pedala para não virar tempurá | Os participantes estarão em triciclos sem pedais numa esteira e o objetivo do duelo é fazer a esteira do adversário acelerar para tirar ele da plataforma, apertando um botão com a cabeça, sem o auxílio das mãos. Através de um sorteio, os participantes escolhem contra quem irão duelar.        | Babi        | Babi        | Sérgio        | Sérgio        | 12 pontos |
| 2        | Pedala para não virar tempurá | Os participantes estarão em triciclos sem pedais numa esteira e o objetivo do duelo é fazer a esteira do adversário acelerar para tirar ele da plataforma, apertando um botão com a cabeça, sem o auxílio das mãos. Através de um sorteio, os participantes escolhem contra quem irão duelar.        | Maurren     | Maurren     | Richarlyson   | Richarlyson   | 12 pontos |
| 2        | Espada eletrizante            | Os participantes vestidos de samurais deverão usar uma espada para tentar adivinhar a tradução de uma palavra em português para seu respectivo kanji. Quem errar, leva choque. As palavras foramː tempo; criança; coração; espada, respectivamente.                                                  | Babi        | Babi        | Silvana       | Silvana       | 14 pontos |
| 2        | Espada eletrizante            | Os participantes vestidos de samurais deverão usar uma espada para tentar adivinhar a tradução de uma palavra em português para seu respectivo kanji. Quem errar, leva choque. As palavras foramː tempo; criança; coração; espada, respectivamente.                                                  | Richarlyson | Richarlyson | Sérgio        | Sérgio        | 14 pontos |
| 2        | Espada eletrizante            | Os participantes vestidos de samurais deverão usar uma espada para tentar adivinhar a tradução de uma palavra em português para seu respectivo kanji. Quem errar, leva choque. As palavras foramː tempo; criança; coração; espada, respectivamente.                                                  | Dhomini     | Dhomini     | Gui           | Gui           | 14 pontos |
| 2        | Espada eletrizante            | Os participantes vestidos de samurais deverão usar uma espada para tentar adivinhar a tradução de uma palavra em português para seu respectivo kanji. Quem errar, leva choque. As palavras foramː tempo; criança; coração; espada, respectivamente.                                                  | Maurren     | Maurren     | Flávio        | Flávio        | 14 pontos |
| 2        | Espada eletrizante            | Os participantes vestidos de samurais deverão usar uma espada para tentar adivinhar a tradução de uma palavra em português para seu respectivo kanji. Quem errar, leva choque. As palavras foramː tempo; criança; coração; espada, respectivamente.                                                  | Luiza       | Luiza       | Quitéria      | Quitéria      | 14 pontos |
| 3        | Esse pinguim é um estouro     | Os participantes se enfrentarão nos duelos por ordem de pontuação. Os participantes vestidos de pinguins terão que estourar o maior número de balões no menor tempo possível. | Daniele     | Daniele     | Sérgio        | Sérgio        | 16 pontos |
| 3        | Esse pinguim é um estouro     | Os participantes se enfrentarão nos duelos por ordem de pontuação. Os participantes vestidos de pinguins terão que estourar o maior número de balões no menor tempo possível. | Gui         | Gui         | Luiza         | Luiza         | 16 pontos |
| 3        | Esse pinguim é um estouro     | Os participantes se enfrentarão nos duelos por ordem de pontuação. Os participantes vestidos de pinguins terão que estourar o maior número de balões no menor tempo possível. | Dhomini     | Dhomini     | Silvana       | Silvana       | 16 pontos |
| 3        | Esse pinguim é um estouro     | Os participantes se enfrentarão nos duelos por ordem de pontuação. Os participantes vestidos de pinguins terão que estourar o maior número de balões no menor tempo possível. | Babi        | Babi        | Richarlyson   | Richarlyson   | 16 pontos |
| 3        | Esse pinguim é um estouro     | Os participantes se enfrentarão nos duelos por ordem de pontuação. Os participantes vestidos de pinguins terão que estourar o maior número de balões no menor tempo possível. | Flávio      | Flávio      | Maurren       | Maurren       | 16 pontos |
| 3        | Carimbo humano                | Os participantes pularão num trampolim se lançando numa plataforma com uma marcação de uma posição, quem se aproximar mais da posição original vence. Os participantes escolheram contra quem iriam duelar.                                                                                          | Babi        | Babi        | Gui           | Gui           | 14 pontos |
| 3        | Carimbo humano                | Os participantes pularão num trampolim se lançando numa plataforma com uma marcação de uma posição, quem se aproximar mais da posição original vence. Os participantes escolheram contra quem iriam duelar.                                                                                          | Dhomini     | Dhomini     | Silvana       | Silvana       | 14 pontos |
| 3        | Carimbo humano                | Os participantes pularão num trampolim se lançando numa plataforma com uma marcação de uma posição, quem se aproximar mais da posição original vence. Os participantes escolheram contra quem iriam duelar.                                                                                          | Flávio      | Flávio      | Luiza         | Luiza         | 14 pontos |
| 3        | Carimbo humano                | Os participantes pularão num trampolim se lançando numa plataforma com uma marcação de uma posição, quem se aproximar mais da posição original vence. Os participantes escolheram contra quem iriam duelar.                                                                                          | Daniele     | Daniele     | Richarlyson   | Richarlyson   | 14 pontos |
| 3        | Carimbo humano                | Os participantes pularão num trampolim se lançando numa plataforma com uma marcação de uma posição, quem se aproximar mais da posição original vence. Os participantes escolheram contra quem iriam duelar.                                                                                          | Maurren     | Maurren     | Sérgio        | Sérgio        | 14 pontos |
| 4        | Lambe Lamén                   | Os participantes tem que comer um macarrão gigante sem usar as mãos para comer. | Daniele     | Daniele     | Dhomini       | Dhomini       | 15 pontos |
| 4        | Lambe Lamén                   | Os participantes tem que comer um macarrão gigante sem usar as mãos para comer. | Flávio      | Flávio      | Luiza         | Luiza         | 15 pontos |
| 4        | Lambe Lamén                   | Os participantes tem que comer um macarrão gigante sem usar as mãos para comer. | Maurren     | Maurren     | Richarlyson   | Richarlyson   | 15 pontos |
| 4        | Lambe Lamén                   | Os participantes tem que comer um macarrão gigante sem usar as mãos para comer. | Gui         | Gui         | Silvana       | Silvana       | 15 pontos |
| 4        | Futebol Escorregadio          | Os participantes terão que se enfrentar numa partida de futebol numa plataforma inflável lisa. Ganha quem fizer dois gols primeiro ou quem fizer mais gols em menos tempo. | Daniele 1   | Daniele 1   | Maurren 2     | Maurren 2     | 22 pontos |
| 4        | Futebol Escorregadio          | Os participantes terão que se enfrentar numa partida de futebol numa plataforma inflável lisa. Ganha quem fizer dois gols primeiro ou quem fizer mais gols em menos tempo. | Babi 1      | Babi 1      | Luiza 0       | Luiza 0       | 22 pontos |
| 4        | Futebol Escorregadio          | Os participantes terão que se enfrentar numa partida de futebol numa plataforma inflável lisa. Ganha quem fizer dois gols primeiro ou quem fizer mais gols em menos tempo. | Dhomini 2   | Dhomini 2   | Flávio 0      | Flávio 0      | 22 pontos |
| 4        | Futebol Escorregadio          | Os participantes terão que se enfrentar numa partida de futebol numa plataforma inflável lisa. Ganha quem fizer dois gols primeiro ou quem fizer mais gols em menos tempo. | Gui 2       | Gui 2       | Silvana 0     | Silvana 0     | 22 pontos |
| 5        | Esteira com Obstáculos        | Os participantes terão que percorrer uma esteira com obstaculos nivelados, onde tem que passar por cima ou por baixo do mesmo, levando o máximo de bolinhas que conseguirem num suporte em suas cabeças. Ganha quem conseguir levar mais bolinhas no percurso ao final do tempo.                     | Flávio      | Flávio      | Gui           | Gui           | 20 pontos |
| 5        | Esteira com Obstáculos        | Os participantes terão que percorrer uma esteira com obstaculos nivelados, onde tem que passar por cima ou por baixo do mesmo, levando o máximo de bolinhas que conseguirem num suporte em suas cabeças. Ganha quem conseguir levar mais bolinhas no percurso ao final do tempo.                     | Richarlyson | Richarlyson | Luiza         | Luiza         | 20 pontos |
| 5        | Esteira com Obstáculos        | Os participantes terão que percorrer uma esteira com obstaculos nivelados, onde tem que passar por cima ou por baixo do mesmo, levando o máximo de bolinhas que conseguirem num suporte em suas cabeças. Ganha quem conseguir levar mais bolinhas no percurso ao final do tempo.                     | Babi        | Babi        | Silvana       | Silvana       | 20 pontos |
| 5        | Esteira com Obstáculos        | Os participantes terão que percorrer uma esteira com obstaculos nivelados, onde tem que passar por cima ou por baixo do mesmo, levando o máximo de bolinhas que conseguirem num suporte em suas cabeças. Ganha quem conseguir levar mais bolinhas no percurso ao final do tempo.                     | Daniele     | Daniele     | Maurren       | Maurren       | 20 pontos |
| 5        | Farofa-fá                     | Vestidos de banhistas, os competidores enfrentaram um ciclo de obstáculos, passando por um ônibus lotado, depois por uma plataforma de níveis simbolizando ondas, procurar um peixe dourado na piscina de bolinhas e depois encontrar um suco de uva na caixa de isopor e entregar para o Mister Fu. | Dhomini     | Dhomini     | Maurren       | Maurren       | 26 pontos |
| 5        | Farofa-fá                     | Vestidos de banhistas, os competidores enfrentaram um ciclo de obstáculos, passando por um ônibus lotado, depois por uma plataforma de níveis simbolizando ondas, procurar um peixe dourado na piscina de bolinhas e depois encontrar um suco de uva na caixa de isopor e entregar para o Mister Fu. | Babi        | Babi        | Flávio        | Flávio        | 26 pontos |
| 5        | Farofa-fá                     | Vestidos de banhistas, os competidores enfrentaram um ciclo de obstáculos, passando por um ônibus lotado, depois por uma plataforma de níveis simbolizando ondas, procurar um peixe dourado na piscina de bolinhas e depois encontrar um suco de uva na caixa de isopor e entregar para o Mister Fu. | Luiza       | Luiza       | Silvana       | Silvana       | 26 pontos |
| 5        | Farofa-fá                     | Vestidos de banhistas, os competidores enfrentaram um ciclo de obstáculos, passando por um ônibus lotado, depois por uma plataforma de níveis simbolizando ondas, procurar um peixe dourado na piscina de bolinhas e depois encontrar um suco de uva na caixa de isopor e entregar para o Mister Fu. | Daniele     | Gui         | Gui           | Richarlyson   | 26 pontos |

## Audiência
Os pontos são divulgados pelo IBOPE.
| Episódio    | Data                | Audiência (em pontos) | Ref.   |
| ----------- | ------------------- | --------------------- | ------ |
| 1           | 23 de maio de 2020  | 3,2                   | [ 8 ]  |
| 2           | 30 de maio de 2020  | 2,9                   | [ 9 ]  |
| 3           | 6 de junho de 2020  | 3,8                   |        |
| 4           | 13 de junho de 2020 | 3,2                   | [ 10 ] |
| 5           | 20 de junho de 2020 | 3,2                   |        |
| 6           | 27 de junho de 2020 | 3,8                   |        |
| Média geral | Média geral         | 3,3                   |        |

- Em 2020, cada ponto representa 74,9 mil domicílios ou 203,3 mil pessoas na Grande São Paulo.[11]